# بازار آزاد (فیلم)
«بازار آزاد» (انگلیسی: Freemarket (film)) یک فیلم است که در سال ۱۹۹۷ منتشر شد.